# Лазні царя Ростома
41°41′37″ пн. ш. 44°48′26″ сх. д. / 41.69369° пн. ш. 44.80718° сх. д.

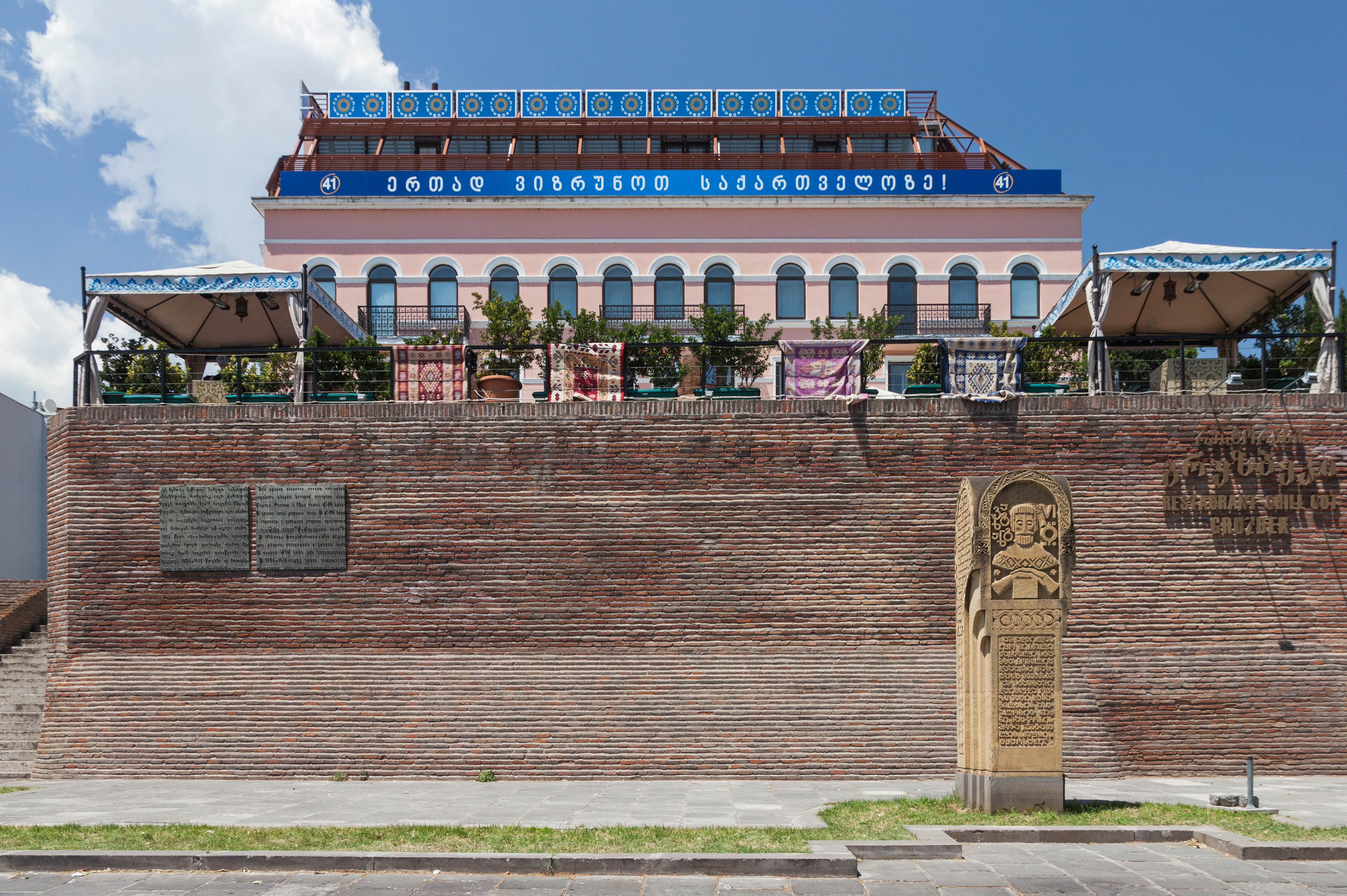
Сучасний вид на місце колишніх лазень. На передньому плані праворуч – пам'ятник Першої грузинської друкарні

Лазні царя Ростома (груз. როსტომ მეფის აბანო) - Історико-архітектурний комплекс в Тбілісі, в історичному районі Старе місто біля берега річки Кура.
Єдина частина палацового комплексу царя Ростома, що збереглася, зруйнованого під час перського погрому міста в 1795.

## Історія
Царська резиденція на правому березі річки Кура була влаштована царем Ростомом, який правив Картлі (1633-1658) та Кахеті (1648-1656). Раніше грузинські царі жили в районі Метехі.
На карті міста 1782 палацову лазню виділено із загального палацового комплексу. На карті 1802 вся територія позначена як «Розорений царський палац». Невідновлені руїни палацу було розібрано на будівельні матеріали, місце палацу поступово забудовувалося, у 1804 у зруйнованій царській лазні розмістили Пробірну палату.
У 1832 старі перекриття впали під сильними зливами, і Палату було переведено в інше місце.
Покрівля лазні до 1948 служила двором д. 3 за площею Іраклія II. Розпочаті тут в 1958 археологічні роботи дозволили ідентифікувати цю будівлю як лазні, збудовані XVII столітті.